# Guasto
Un guasto (failure in inglese) è un'anomalia che compromette l'idoneo funzionamento di un sistema (system in inglese) (prodotto, opera, materiale, servizio, progetto, ecc).
Con la locuzione modo di guasto (failure mode in inglese) si intende il fenomeno esterno (sintomo, symptom in inglese) che rende visibile il guasto, lo materializza. Con la locuzione meccanismo di guasto (failure mechanism in inglese) si intende invece il processo chimico-fisico o di altra natura che è la causa dell'anomalia. Ad esempio un "modo di guasto" può essere una frattura meccanica, mentre un "meccanismo di guasto" può essere la corrosione metallica.
Nell'ingegneria dell'affidabilità un guasto in linea teorica può intercorrere su ciascun sottosistema/componente del sistema globale, sebbene possano esistere situazioni di guasti più probabili su determinati componenti, fatto utile nella fase di analisi del sistema volta all'individuazione e successiva risoluzione del guasto stesso.
Occorre non confondere il guasto (o il modo di guasto) che è un'anomalia con il suo effetto o impatto (sono due fenomeni contigui ma diversi).

## Tipologie di guasto
Esistono varie tipologie di guasto, classificabili a seconda del tipo di funzione che l'apparecchio svolge. I guasti possono essere ad esempio di tipo meccanico, elettrico o elettronico.

### Guasti meccanici
I guasti meccanici più comuni sono la frattura meccanica, la deformazione plastica e l'usura.
I guasti meccanici possono essere scatenati da molteplici evenienze, tra le quali:
- corrosione
- fatica
- shock termici (che possono portare a dilatazioni termiche eccessive)
- sollecitazioni esterne di entità maggiore a quelle previste in fase progettuale.

In meccanica è raro (rare in inglese) l'utilizzo del termine guasto (rispetto all'elettronica, alla telematica, all'elettrotecnica e altre discipline), a parte nel settore dell'automazione impiantistica. Nell'edilizia "failure" non si traduce guasto ma cedimento. Al  posto di guasto sono a volte utilizzati termini come difetto, avaria (fault), rottura e altri, sebbene ognuno di questi termini significhi qualcosa di specifico (difetto è un concetto normato ISO e presente nella legislazione). Quindi guasto è un termine generico che può essere sostituito da uno più accurato di tipo settoriale. Nel linguaggio a-tecnico possono essere utilizzati indifferentemente.

### Guasti elettrici
Il guasto elettrico è causato dal cedimento di un componente elettrico che, per mezzo dei sistemi di protezione, determina l’immediata messa fuori servizio di un elemento della rete perché possibile causa di una condizione di rischio per persone o cose. Il guasto può essere transitorio, quando viene eliminato dalle sequenze automatiche di apertura e richiusura dei dispositivi di protezione oppure permanente in tutti gli altri casi.
I guasti elettrici possono essere causati da:
- stress dei componenti;
- cortocircuiti;
- sbalzi di tensione (causati ad esempio da fulmini o sovraccarico della rete elettrica);
- sovraccarichi.

Il mancato intervento dei sistemi di protezione che possono sezionare l'elemento guasto della rete, può determinare guasti "a cascata" che si propagano su componenti e rami della rete sempre più ampi fino ad avere come conseguenza estrema il black out, cioè l'interruzione dell'erogazione di energia elettrica su una porzione molto ampia della rete elettrica per un periodo di tempo apprezzabile.

### Guasti in ambito elettronico-informatico
Nell'ambito elettronico-informatico si hanno le seguenti definizioni:
- Avaria o insuccesso (in inglese fault): corrisponde ad una alterazione fisica nell'hardware
- Guasto (in inglese failure): corrisponde ad una situazione anomala dell'hardware o del software, che può essere causata da avaria, carenze progettuali, difetto funzionale, interferenze ambientali o errori di tipo  umano. Il guasto si dice permanente, intermittente o transiente rispettivamente a seconda che perduri nel tempo, si presenti in maniera instabile in diversi intervalli temporali o avvenga in concomitanza di particolari e temporanee condizioni ambientali.
- Bug anomalia di programmazione (scrittura del codice sorgente) ovvero un difetto software.
- Errore (in inglese error): è la manifestazione esplicita (modo di guasto) di un bug.